# Электронная библиотечная система
Электронно-библиотечная система (ЭБС) — предусмотренный федеральными государственными образовательными стандартами высшего профессионального образования (ФГОС ВПО) России обязательный элемент библиотечно-информационного обеспечения учащихся вузов, представляющий собой базу данных, содержащую издания учебной, учебно-методической и иной литературы, используемой в образовательном процессе, и соответствующую содержательным и количественным характеристикам, установленным приказом Рособрнадзора от 05.11.2012 г. № 1953.
В настоящее время данный термин используется в ряде нормативных правовых актов, изданных минобрнауки России и Рособрнадзором, для обозначения образовательных электронных информационных ресурсов, отвечающих нормативно определённым требованиям. В связи с этим термин «электронно-библиотечная система» должен использоваться только в отношении образовательных электронных ресурсов, отвечающих всем нормативно установленным требованиям.

## Виды электронно-библиотечных систем и других электронных библиотечных ресурсов
Организация Delos, разработавшая образцовую модель электронной библиотеки, определяет электронную библиотечную систему как информационную систему, основанную на заданной архитектуре и предоставляющую пользователю всю функциональность, определяемую задачами данной электронной библиотеки. Пользователи взаимодействуют с электронной библиотекой через соответствующую информационную систему.
С организационной точки зрения электронные библиотечные системы можно разделить на внутренние и внешние в зависимости от источника и принципа их формирования. Внутренняя электронная библиотечная система разрабатывается библиотекой самостоятельно. В данном случае информационная система принадлежит библиотеке, что позволяет ей беспрепятственно пополнять свою электронную библиотеку, разрабатывать дополнительную функциональность, интегрировать её с другими информационными системами, например, АБИС, сайт библиотеки, СДО, вести сквозные поиски и т.д. Наполнение материалами в такой библиотеке может осуществляться как собственными фондами, например, трудами преподавателей университета в случае вузовской библиотеки, так и внешними, если имеются соответствующие договоры.
Внешняя электронная библиотечная работает на основе прямых договоров с правообладателями, агрегируя в одном месте большое количество изданий и сотрудничая одновременно с несколькими издательствами. Конечному пользователю необходимые материалы доставляются посредством платных онлайн-подписок разной длительности. В таких сервисах разработана своя собственная функциональность. Доступ может предоставляться не только библиотекам, но и отдельным пользователям.
30 августа 2010 года в министерстве образования и науки Российской Федерации состоялось заседание межведомственной рабочей группы по вопросам использования информационно-коммуникационных технологий в образовании и науке, а также подготовки квалифицированных кадров в сфере информационно-коммуникационных технологий.
На заседании был рассмотрен вопрос "О комплексе организационных и экономических мероприятий, обеспечивающих внедрение в образовательных учреждениях высшего профессионального образования электронных библиотечных систем". Отмечено, что в настоящее время существует три вида электронных библиотечных ресурсов:
- цифровой информационно-библиотечный комплекс - включает только использование электронных ресурсов без возможности копирования и без предоставления в интернете;
- образовательная электронно-библиотечная система - воспроизводит и доводит пользователям интернета актуальную учебную литературу на основе приобретения лицензий у издателей и авторов;
- специализированные электронные базы данных - включают научные и иные материалы по тематическим направлениям.

Все три группы электронных библиотечных ресурсов являются взаимодополняющими средствами обеспечения образовательного процесса, однако в рамках выполнения требований ФГОС ВПО и поручения президента Российской Федерации от 31.10.09 № Пр-2920 необходимо было в первоочередном порядке обеспечить внедрение в образовательных учреждениях высшего профессионального образования электронно-библиотечных систем, обеспечивающих широкий доступ студентов вузов и специалистов к учебным материалам. Таким образом для соответствия требованиям новых ФГОС ВПО учреждения могут воспользоваться как внешней системой, так и создать собственную электронную библиотечную систему при условии, что она будет удовлетворять критериям, предъявляемым к ЭБС.

## Требования к электронно-библиотечным системам
Требования к обеспеченности обучающихся доступом к электронно-библиотечной системе установлены ФГОС ВПО и лицензионными нормативами, утверждёнными приказом Федеральной службы по надзору в сфере образования и науки Российской Федерации (Рособрнадзор) от 5 сентября 2011 г. № 1953.
В 2014 году приказ утратил силу.
| № | Содержательные характеристики электронно-библиотечной системы | Минимальное (базовое) значение                         |
| - | --- | ------------------------------------------------------ |
| 1 | Количество учебников и учебных пособий, изданных за последние 10 лет (для дисциплин гуманитарного, социального и экономического цикла – за последние 5 лет) | Не менее 2,5 тыс. изданий                              |
| 2 | Количество научных монографий | Не менее 500 изданий                                   |
| 3 | Количество журналов из "Перечня российских рецензируемых научных журналов, в которых должны быть опубликованы основные научные результаты диссертаций на соискание ученых степеней доктора и кандидата наук", утверждённого высшей аттестационной комиссией министерства образования и науки Российской Федерации | Не менее 50                                            |
| 4 | Количество учебников и учебных пособий по основным областям знаний (укрупнённым группам специальностей и направлений подготовки (далее – УГС) | Не менее 20 изданий по каждой из не менее чем 20 % УГС |
| 5 | Количество представленных в электронно-библиотечной системе издательств, выпускающих издания, используемые в образовательном процессе | Не менее 25                                            |
| 6 | Общее число изданий, включённых в электронно-библиотечную систему | Не менее 5,0 тыс.                                      |
|   | Технические характеристики электронно-библиотечной системы: |                                                        |
| 1 | возможность индивидуального неограниченного доступа к содержимому электронно-библиотечной системы из любой точки, в которой имеется доступ к интернету; |                                                        |
| 2 | возможность одновременного индивидуального доступа к содержимому электронно-библиотечной системы в соответствии с требованиями федеральных государственных образовательных стандартов высшего профессионального образования;                                                                                      |                                                        |
| 3 | возможность полнотекстового поиска по содержимому электронно-библиотечной системы; |                                                        |
| 4 | возможность формирования статистического отчёта по пользователям; |                                                        |
| 5 | представление изданий с сохранением вида страниц (оригинальной вёрстки); |                                                        |
| 6 | возможность доступа к зарубежным периодическим научным изданиям. |                                                        |

### Органы, осуществляющие функции нормативного регулирования и надзора
- Министерство образования и науки Российской Федерации (минобрнауки России)
- Федеральная служба по надзору в сфере образования и науки (Рособрнадзор)

## Соблюдение авторских прав
Электронные библиотечные системы должны создаваться с соблюдением требований законодательства Российской Федерации об авторском праве (главы 69 и 70 "Гражданского кодекса Российской Федерации"), а также международных договоров Российской Федерации, то есть любые охраняемые авторским правом материалы должны включаться в такие системы только с согласия авторов, издателей и иных правообладателей (статьи 1229 и 1270 "Гражданского кодекса Российской Федерации"). 

В противном случае образовательные ЭБС не смогут обеспечить соответствие вузов положениям федеральных государственных образовательных стандартов, аккредитационным и лицензионным требованиям.

## Развитие
Ежегодный анализ развития рынка ЭБС в России проводится Федеральным агентством по печати и массовым коммуникациям (Роспечать), которым опубликованы три отраслевых доклада по данному вопросу:
1. Отраслевой доклад «Электронная книга и электронно-библиотечные системы России/ 2010 г.» (Москва, 2010 г., ISBN 978-5-904427-09-2);[9]
2. Отраслевой доклад "Электронно-библиотечные системы России. 2011 г." (Москва, ISBN 978-5-904427-16-0).[10]
3. Отраслевой доклад "Электронно-библиотечные системы России. 2012 г." (Москва, ISBN 978-5-904427-25-2).[10]

Проведённый в 2012 году ВЦИОМ социологический опрос показал значительный рост популярности ЭБС в качестве источника учебных и учебно-методических материалов «Электронно-библиотечные системы: перспективы использования современного формата в российских вузах» / Пресс-выпуск № 2098 от 28.08.2012 г.
На сегодняшний день крупнейшими в России ЭБС, по общему мнению экспертов, являются:
- ЭБС «ЛАНЬ»;
- ЭБС IPRbooks
- ЭБС Айбукс (ibooks.ru);
- ЭБС Консультант студента;
- ЭБС Университетская библиотека онлайн.

Остальные ЭБС в России:
- Znanium.com - Электронно-библиотечная система
- Book.ru (на базе издательства КноРус)
- Юрайт - образовательная платформа
- Grebennikov- Электронная библиотека издательского дома Grebennikov
- elibrary.ru- Электронная библиотека
- УИС Россия- Университетская исследовательская система
- polpred.com - миллионы деловых статей по отраслям